# ثيودور هيل (مصرفي)
ثيودور هيل (بالإنجليزية: Theodore Hill)‏ هو مصرفي أسترالي، ولد في 1855، وتوفي في 8 نوفمبر 1942.